# Afraflacilla

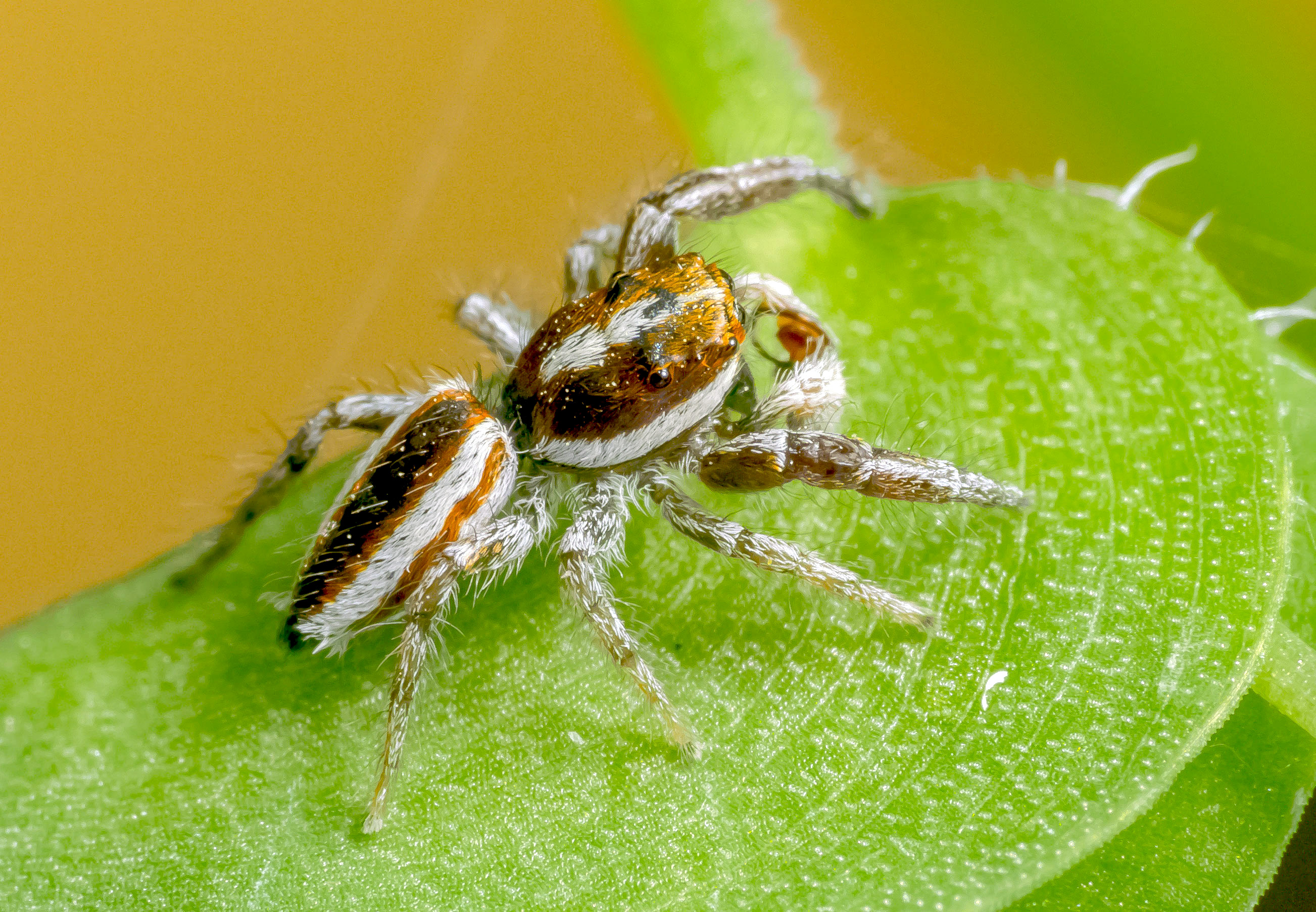
Afraflacilla

Afraflacilla é um gênero de aranha da família Salticidae, também conhecidas como aranhas saltadoras. A maior parte das espécies desse gênero está distribuída nas partes ocidentais e norte da África, incluindo partes do Oriente médio e Austrália, com um espécie encontrada na Europa (A. epiblemoides).
Este gênero foi uma vez incluído no gênero Pseudicius, assim os limites entre os dois gêneros é disputado.
Afraflacilla foi primeiramente descrita na Austrália em 1993, onde se alojam no tronco das árvores de bosque das savanas, também em florestas abertas chamadas sclerophyll.

## Relacionamentos
Afraflacilla, Pseudicius, Festucula e Marchena são muito semelhantes e formam um grupo monofilético.

## Nome
O nome é uma combinação de África, onde as primeiras espécies foram descobertas, e Flacilla nome de um gênero saltador obsoleto atualmente chamado Flacillula. O nome deste gênero é derivado de Aelia Flaccilla, esposa do imperador romano Theodosius I.

## Leitura recomendada
- Zabka, Marek (1993): Salticidae (Arachnida : Araneae) of the Oriental, Australian and Pacific regions. X. Genera Afraflacilla Berland & Millot 1941 and Evarcha Simon 1902. Invertebrate Taxonomy 7(2): 279-295. doi:10.1071/IT9930279